# 正朔
正朔是曆法定年定月之基礎。一年的第一個月稱作正月，正月第一天為歲首、元旦。中國古代曆法為陰陽合曆，其月份為朔望月，每個朔望月的第一天為朔日。正朔（正月初一）即正月旦，是「歲之始，時之始，日之始，月之始」，為中國古代曆法每一年的起點。正朔也是「王者歲首」，具王朝統治合法性的意味，因古人傳說夏商周三代易姓而治，新王皆改前朝正朔，作為政權更替的象徵。

## 政治意義
因为计算历法，确定时间，須要具備天文知識，觀測天文。因此，在上古之时，计算历法与授时被认为是与上天沟通的重要形式，只有部落领袖和统治者才有权进行。甚至于直到清代，私习天文都被认为是有谋反之意。所以在中国古代，统治者也常通过颁行历法以强调自己合法。在汉代以前的朝代多会采用不同于前朝的正朔，也就是改正朔。雖然漢朝以後很少改正朔，但改年號與頒曆法仍然是皇帝體現權力的重要手段。舊時曆書稱為皇曆，蓋因曆書必由皇帝所頒。
《礼记·大传》：“立权度量，考文章，改正朔，易服色，殊徽号，异器械，别衣服，此其所得与民变革者也。”孔颖达疏：“改正朔者，正谓年始，朔谓月初，言王者得政，示从我始，改故用新，随寅、丑、子所建也。周子，殷丑，夏寅，是改正也；周夜半，殷鸡鸣，夏平旦，是易朔也。”
因为正朔是天子權力象征，所以在王朝更迭之际，奉何正朔也同时表明了政治取向。例如，孔子在《春秋》中，每年之初必称“某年春王正月”，《公羊传》：“春者何？岁之始也。王者孰谓？谓文王也。曷为先言王而后言正月？王正月也。何言乎王正月？大一统也。”也就是说，鲁尊周文王所定之正朔，以示鲁忠于周。而因鲁桓公弑君而立，桓公三年至八年，及十一年至十七年，《春秋》只称“某年春正月”，曰桓无王也。

## 沿革
夏以夏曆一月為正（「夏正」）；商以夏曆十二月为歲首；周以夏曆十一月为歲首；秦颛顼历以夏曆十月为歲首；汉太初历以夏曆一月为歲首。

### 顓頊曆
秦昭王施行顓頊曆，以建亥之月（夏曆十月）為歲首；有說改月，即秦曆四月等於夏曆正月；有說不改正月，以建寅之月為正月，四季完全和夏正相同，並以秦曆十月開始一年。

### 太初曆
自汉武帝正式使用年号，頒佈太初曆，改用夏正以后，后世兩千多年的帝王一般只改年号而不改正朔，只有武则天，太平天国等改正朔。很多文献都称，今日所用之華夏曆法就是夏历，現行華夏曆法已有演變，今日之曆法沿用了夏正，而没有用夏朔。夏以天明为朔，商以鸡鸣为朔，周以夜半为朔，体现了计时的进步；因为天明时间受天气、季节影响，鸡鸣也不准确，而夜半则可用天文观测精确确定，自周朝始，華夏一直以夜半為日之分界。現行曆法在太初曆之基礎上完善發展定朔定氣規則，令大小月及閏月之算法稍有不同。

## 另見
- 古六曆、中國傳統曆法

## 延伸阅读
[在维基数据编辑]
 《欽定古今圖書集成·明倫彙編·皇極典·正朔部》，出自陈梦雷《古今圖書集成》
1. ↑  s:禮記正義/34
2. ↑  s:春秋穀梁傳註疏/卷01
3. ↑  s:日知錄集釋/04#改月
4. ↑  s:稗編_(四庫全書本)/卷015#周正辯